# José Luis Gordillo
José Luis Gordillo Gordillo (Bormujos, 1970-4 de noviembre de 2016) fue un periodista y escritor español.

## Biografía
Licenciado en Ciencias de la Información por la Complutense madrileña, trabajó en distintos medios españoles como Diario de Cádiz, El Heraldo de Aragón o El Correo de Andalucía, donde fue redactor jefe (2005-2006),   así como en el ámbito de la comunicación institucional. Como autor, destaca Los hombres del saco, obra que surge de la investigación periodística que realizó sobre los niños robados en el franquismo. Otras obras suyas incluye la trilogía de novelas Afrodisia, Yo te quiero y Respira.